# Ceraspis klenei
Ceraspis klenei är en skalbaggsart som beskrevs av Brenske 1890. Ceraspis klenei ingår i släktet Ceraspis och familjen Melolonthidae. Inga underarter finns listade i Catalogue of Life.